# Тушинский район (Москва)
Тушинский район — бывший район в Москве.

## Описание
Здание райисполкома и РК КПСС находилась по адресу: улица Свободы, дом 13/2 (ныне — Префектура СЗАО). Своё имя получил от города Тушино. Территория до середины 1980-х годов находилась в пределах от железной дороги по Рижскому пути, северо-запад Москвы, до МКАД.
Общая площадь 3014 гектаров. Площадь зелёного массива 445 гектаров: парки в Братцеве и Покровском-Стрешневе; воды 235 гектаров: канал имени Москвы, реки Химка и Сходня, Химкинское водохранилище. Количество людей на 1978 год насчитывало 235 тысяч.
Главные дороги: Волоколамское шоссе, улицы Сходненская, Планерная, Свободы, бульвары Химкинский и Яна Райниса.

## История
До 1960 года превалирующая часть района принадлежала к структуре Московской области. Тушинский район сформирован в 1968 году, выделен из Краснопресненского района.
История района тесно связана с деятельностью В. И. Ленина. 1 января 1920 года В. И. Ленин вместе с В. А. Обухом прибыли в Иваньково для создания санатория «Чайка». С ноября по декабрь 1920 года Ленин гостил здесь.
В 1979 году площадь жилфонда равняется 3455,7 тысяч квадратных метров, в местности располагалась 16 рабочих производств: Тушинская чулочная фабрика, Текстильно-галантерейное объединение, фабрика «Художественная роспись», текстильная фабрика «Победа», экспериментальный завод коммунального оборудования, завод Красный Октябрь, завод ЖБИ, Тушинский машиностроительный завод; 14 научно-исследовательских институтов, проектных организаций и КБ: Академия коммунального хозяйства имени Памфилова, институт Гидропроект, НИИ неврологии, НИИ автомобильного транспорта; 67 дошкольных образовательных учреждений , 8 больниц, 25 поликлиник, 69 продуктовых и 40 промышленных магазинов, 6 универмагов, культурно-просветительские организации, среди которых 3 кинотеатра, 2 ДК.
Перед Московской Олимпиадой 1980 года были снесены деревни Алёшкино, Петрово, Захарково, Братцево.
В середине 1980-х годов в состав района вошло расположенное за пределами МКАД Митино.
В 1991 году упразднён.